# Róbert Mazáň
Róbert Mazáň (Trenčín, 9 de fevereiro de 1994) é um futebolista profissional eslovaco que atua como defensor.

## Carreira

### AS Trenčín
Róbert Mazáň se profissionalizou AS Trenčín, ele fez sua estreia em 2011, na Corgon Liga, contra o FK DAC 1904 Dunajská Streda..

### Celta
Róbert Mazáň se transferiu ao Celta de Vigo, em 2018.  se juntando ao também eslovaco Stanislav Lobotka.

## Seleção Eslovaca
Em 2016, foi convocado para as Eliminatórias de 2018 da Copa, entrando no lugar de Tomáš Hubočan, contra Malta, em 2017.

## Honours

### MŠK Žilina
- Fortuna Liga: 2016–17